# Macrothemis flavescens
Macrothemis flavescens is een libellensoort uit de familie van de korenbouten (Libellulidae), onderorde echte libellen (Anisoptera).
De soort staat op de Rode Lijst van de IUCN als niet bedreigd, beoordelingsjaar 2007.
De wetenschappelijke naam Macrothemis flavescens is voor het eerst geldig gepubliceerd in 1897 door Kirby.